# Cosmophasis albomaculata
Cosmophasis albomaculata is een spinnensoort in de taxonomische indeling van de springspinnen (Salticidae).
Het dier behoort tot het geslacht Cosmophasis. De wetenschappelijke naam van de soort werd voor het eerst geldig gepubliceerd in 1944 door Ehrenfried Schenkel-Haas.